# WS-I Basic Profile
WS-I Basic Profile 1.1 es una especificación que consta de un conjunto de especificaciones de servicios web no propietario junto con aclaraciones, ajustes, interpretaciones y ampliaciones de las especificaciones que promueven la interoperabilidad, como SOAP y WSDL.